# Consiglio superiore delle ricerche scientifiche
Il Consiglio superiore delle ricerche scientifiche (in spagnolo Consejo Superior de Investigaciones Científicas, abbreviato CSIC) è un'agenzia statale spagnola dipendente dal Ministero della Scienza, Innovazione e Università. Il suo scopo fondamentale è sviluppare e promuovere ricerche a beneficio del progresso scientifico e tecnologico, fine per cui è aperto alla collaborazione con enti spagnoli e stranieri. Secondo la classificazione SIR World Report 2012, è la più grande istituzione pubblica dedicata alla ricerca in Spagna, e nel 2012 è giunta a essere la nona del mondo intero e la 16ª nel 2017.
Ha carattere multidisciplinare e compie ricerche avanzate in tutte le aree scientifiche grazie a oltre 130 centri distribuiti in tutte le comunità autonome della Spagna, in modo analogo al CNRS francese.
Il CSIC riunisce il 6% del personale dedicato alla ricerca e sviluppo in Spagna (più di 14 000 persone), che genera approssimativamente il 20% della produzione scientifica nazionale. Inoltre, gestisce un complesso di importanti infrastrutture, la rete più completa ed estesa di biblioteche specializzate e dispone di unità miste di ricerca. Il CSIC conferisce una sua medaglia d'oro a persone o enti che si siano particolarmente distinti.
A partire dalla sua trasformazione in agenzia statale nel 2007, l'attività del CSIC è finanziata dal governo con un contratto di durata quadriennale.

## Storia

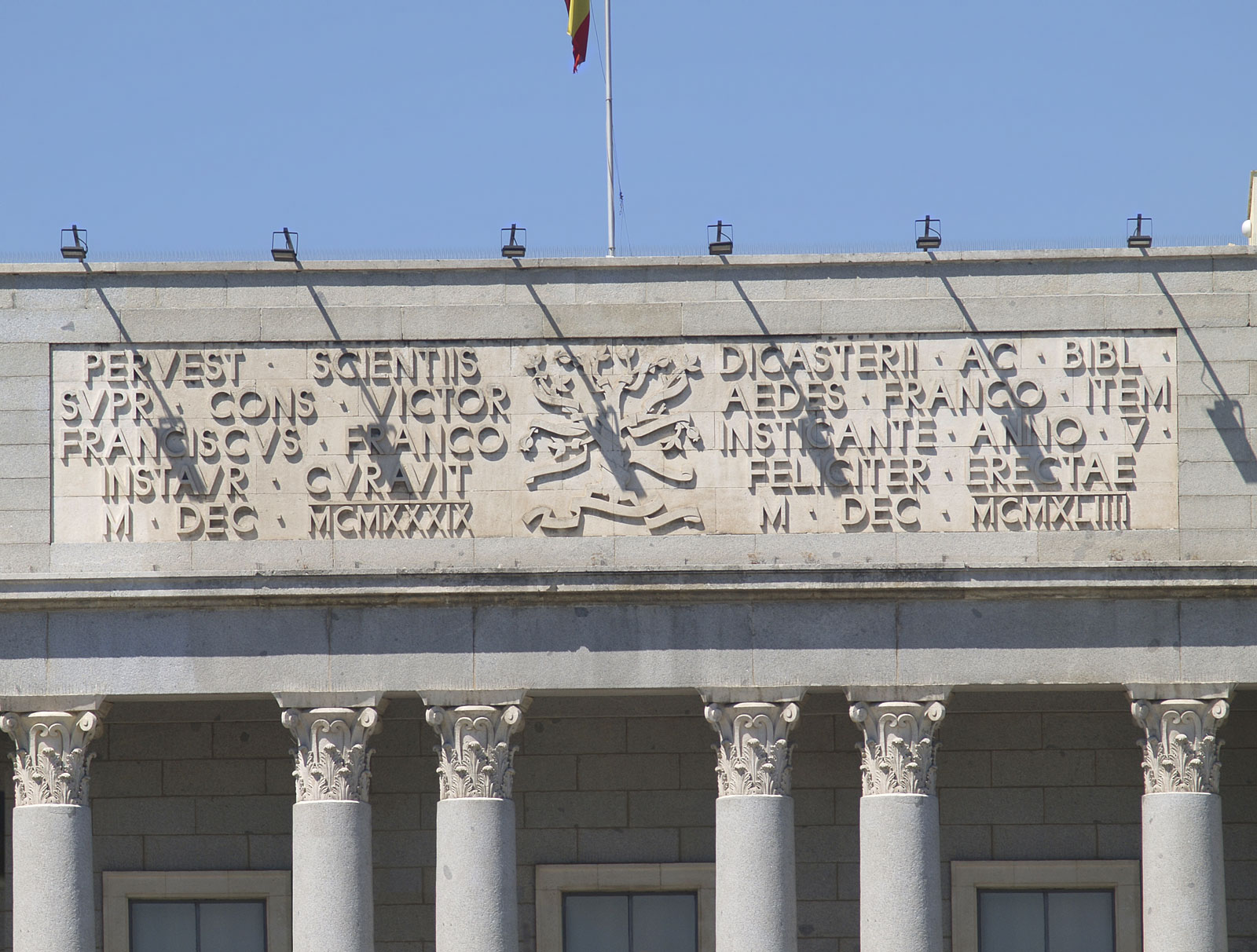
Iscrizione che celebrava la vittoria di Francisco Franco sulla facciata dell'edificio principale del CSIC, opera di Miguel Fisac. Fu ritirata nel 2010 in applicazione della legge sulla memoria storica.

Il CSIC attuale è la prosecuzione della Junta para Ampliación de Estudios e Investigaciones Científicas (1907–1939) che, sorta nel seno dell'Institución Libre de Enseñanza e ispirata alla filosofia krausista, fu l'istituzione incaricata, con alcuni risultati notevoli, di rimediare al ritardo della scienza spagnola. Tuttavia, la JAE fu smantellata con un decreto del governo di Burgos del 19 maggio 1938, e passò le consegne all'Instituto de España e alle università.
Il Consiglio superiore delle ricerche scientifiche fu creato dopo la Guerra civile spagnola sulla base organizzativa e strutturale che la Junta para Ampliación de Estudios e Investigaciones Científicas (JAE) aveva stabilito a partire dal 1907, sebbene l'incorporazione del patrimonio della JAE nel nuovo consiglio sia stata traumatica. Il CSIC fu l'erede materiale, ma non intellettuale, della JAE. La legge istitutiva, del 24 novembre 1939, riassumeva così i fini del Consiglio: «… Occorre imporre, insomma, all'ordine della cultura, le idee essenziali che hanno ispirato il nostro Glorioso Movimento, in cui si coniugano le lezioni più pure della tradizione universale e cattolica con le esigenze della modernità».
Lo spirito che animava il fondatore e primo presidente, José Ibáñez Martín, è espresso in queste parole del suo discorso inaugurale:
José Ibáñez Martín, dell'Asociación Católica Nacional de Propagandistas, era anche ministro dell'Educazione nel secondo governo di Franco e presidente del Consiglio di Stato; vicepresidente fu padre José López Ortiz, in seguito vescovo di Tuy; e segretario generale, e ideologo, José María Albareda Herrera, sacerdote e membro dell'Opus Dei.

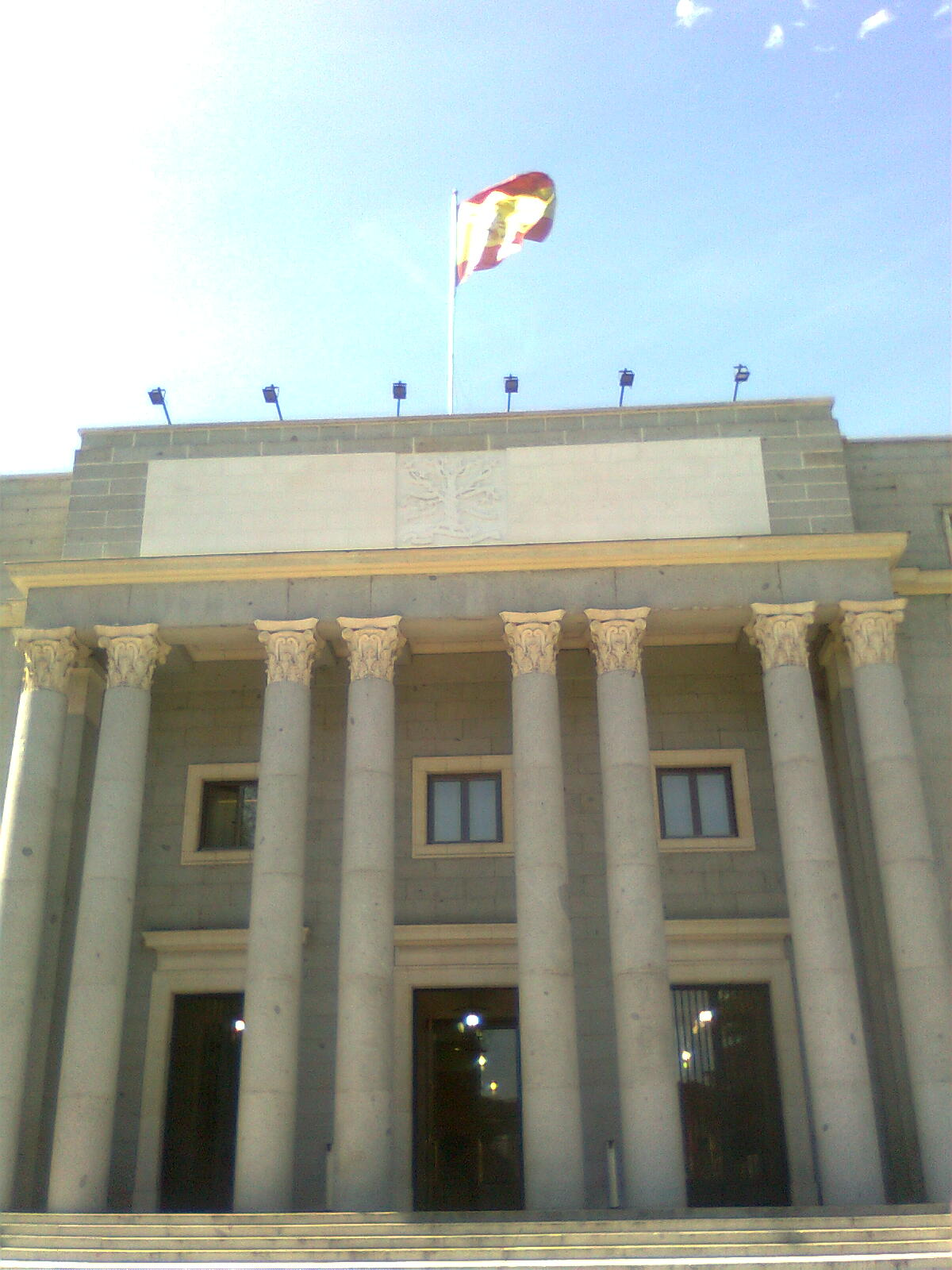
Ingresso principale del CSIC con la facciata attuale.

Tuttavia, a sessant'anni da quel traumatico processo, si può affermare che il CSIC e alcune delle istituzioni annesse, come la Residencia de Estudiantes, hanno contribuito ad articolare e sviluppare lo spirito della Transizione democratica, identificandosi più con l'antica Junta para Ampliación de Estudios di Cajal, Cabrera o Bolívar, che con il CSIC del periodo della sua istituzione, quello di Ibáñez Martín e Albareda.
Riguardo alla continuità materiale con la Junta para Ampliación de Estudios, bisogna notare che i responsabili del CSIC (in particolare il suo primo segretario generale, José María Albareda, cattedratico della facoltà di farmacia dell'Università di Madrid e responsabile principale degli aspetti organizzativi e funzionali) decisero di mantenere la sede centrale dell'organismo nel complesso degli Altos del Hipódromo. La dinamica del CSIC determinò la costruzione di nuovi edifici: al CSIC erano affidati organismi della JAE, come il Museo Nacional de Ciencias Naturales, il Centro de Estudios Históricos e l'emblematico Instituto Rockefeller, oggi Instituto de Química-Física Rocasolano, contribuendo così a rafforzare, nonostante tutte le circostanze politiche contrarie, i legami storici fra la vecchia JAE e il CSIC.
Il Consiglio dovette presto affrontare la questione della sua espansione. Il periodo autarchico richiedeva al CSIC il supporto tecnologico per mantenere la sopravvivenza dell'industria. Di questo compito si incaricò il Patronato Juan de la Cierva, che inglobò l'Instituto de la Construcción Eduardo Torroja, e sviluppò istituti e centri orientato al supporto dell'industria, come l'Instituto de Física Aplicada Torres Quevedo e il Centro Nacional de Química Orgánica, oggi dedicato a Manuel Lora-Tamayo, e altri centri tecnologici come l'Instituto del Frío e il Centro de Investigaciones Metalúrgicas (CENIM). Nella seguente tappa dell'espansione dei centri e istituti tecnologici del binomio Patronato Juan de la Cierva-CSIC, in settori emergenti come l'automatica e la robotica, fermentazioni industriali, ceramica e vetri, che richiedevano spazi per impianti industriali, si scelse di ubicare le nuove strutture ad Arganda del Rey.
Lo sviluppo della biologia, un settore in cui il CSIC ha eccelso in linea con la tradizione spagnola, si iniziò con l'istituzione negli anni 1950 del Centro de Investigaciones Biológicas (CIB) e si completò con il nuovo edificio dell'Instituto Cajal. La grande esplosione della ricerca in biochimica e biologia molecolare in cui il CSIC fu un leader a livello nazionale, richiese una strategia di espansione e di collaborazione con l'Università autonoma di Madrid, che fu recettiva verso la sfida che si presentava. La facoltà di medicina accolse l'Instituto de Enzimología, guidato dal grande biochimico spagnolo Alberto Sols. Successivamente, il campus de Cantoblanco fu il luogo scelto per l'installazione del Centro de Biología Molecular, un centro misto CSIC-UAM. Come frutto di questa linea di collaborazione fra il CSIC e l'Università Autonoma di Madrid, che si giovava della capacità territoriale del campus de Cantoblanco, trovarono una sede nuovi centri e istituti del Consiglio superiore delle ricerche scientifiche, il Centro Nacional de Biotecnología, l'Instituto de Materiales, l'Instituto de Catálisis e l'Instituto de Cerámica y Vidrio.
Nel 2007 diviene un'agenzia statale. L'elemento centrale è il contratto programma che si deve rinnovare ogni quattro anni. Questo contratto programma consente un'autonomia nella gestione dei fondi, nell'offerta di posti di lavoro e nelle retribuzioni del personale, che sono legate al raggiungimento di obiettivi.

## Funzioni
Secondo l'articolo 5 del suo statuto, il CSIC si occupa delle seguenti funzioni:
- Realizzare ricerca scientifica e tecnologica ed eventualmente contribuire al suo sviluppo.
- Trasferire i risultati della ricerca scientifica e tecnologica a istituzioni pubbliche e private.
- Fornire servizi tecnico-scientifici all'amministrazione generale dello staro così come ad altre amministrazioni e istituzioni pubbliche e private.
- Dare impulso alla creazione di enti e imprese con base tecnologica.
- Contribuire alla creazione di enti competenti per la gestione del trasferimento e per la valorizzazione della tecnologia.
- Formare ricercatori.
- Formare esperti attraverso corsi di alta specializzazione.
- Promuovere la cultura scientifica nella società.
- Gestire installazioni tecnico-scientifiche che siano destinate al servizio del sistema di ricerca scientifica e sviluppo tecnologico.
- Partecipare a organi e organismi internazionali su richiesta del Ministero dell'Educazione e della Scienza (oggi Ministero della Scienza e Innovazione).
- Partecipare a organi e organismi nazionali su richiesta del Ministero dell'Educazione e della Scienza (oggi Ministero della Scienza e Innovazione).
- Partecipare al disegno e all'implementazione delle politiche scientifiche e tecnologiche del Ministero dell'Educazione e della Scienza (oggi Ministero della Scienza e Innovazione).
- Collaborare con altre istituzioni, tanto nazionali come internazionali, alla promozione e al trasferimento della scienza e della tecnologia, così come alla creazione e allo sviluppo di centri, istituti e unità di ricerca scientifica e tecnologica.
- Collaborare con le università nelle attività di ricerca scientifica e sviluppo tecnologico e nell'insegnamento post-laurea.
- Informare, assistere e supervisionare in materia di scienza e tecnologia a enti pubblici e privati.
- Formare esperti nella gestione della scienza e della tecnologia.
- Collaborare all'aggiornamento delle conoscenze in scienza e tecnologia dei docenti non universitari.
- Supportare la realizzazione di politiche settoriali definite dall'amministrazione generale dello stato mediante l'elaborazione di studi tecnici o attività di ricerca applicata.
- Qualsiasi altra attività volta a potenziare la ricerca scientifica e tecnologica che le attribuisca la normativa applicabile o le sia affidata dal Governo.

## Aree tecnico-scientifiche
Per il suo carattere multidisciplinare e multisettoriale il CSIC copre tutti i campi del sapere. La sua attività, che spazia dalla ricerca di base fino allo sviluppo tecnologico, si organizza in otto aree tecnico-scientifiche:

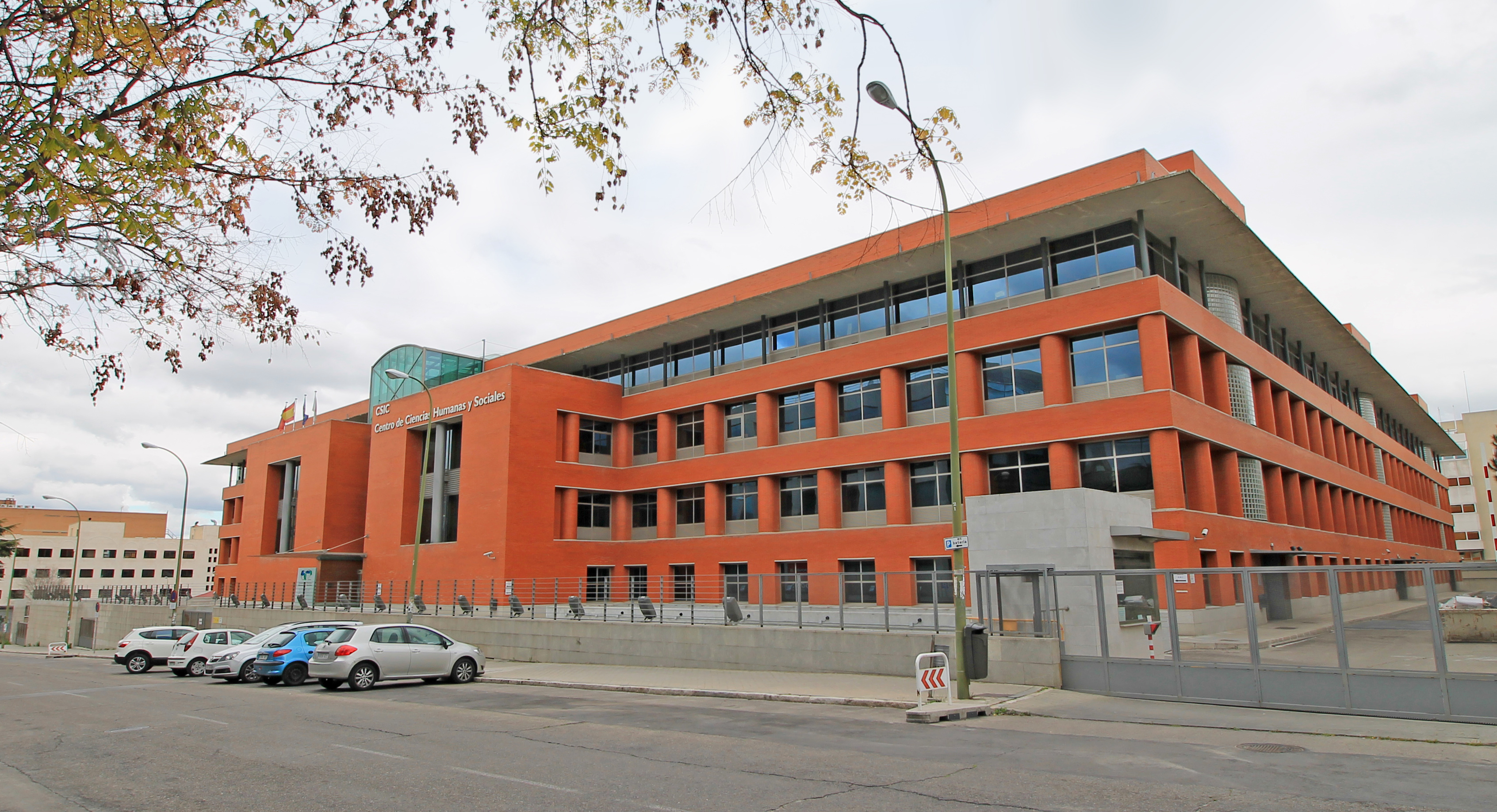
Sede del Centro de Ciencias Humanas y Sociales (CCHS).

- Area 1. Scienze umane e scienze sociali[13]
- Area 2. Biologia e biomedicina[14]
- Area 3. Risorse naturali[15]
- Area 4. Scienze agrarie[16]
- Area 5. Scienza e tecnologie fisiche[17]
- Area 6. Scienza e tecnologia dei materiali[18]
- Area 7. Scienza e tecnologia degli alimenti[19]
- Area 8. Scienza e tecnologie chimiche[20]

## Grandi infrastrutture
Il CSIC fornisce servizi a tutta la comunità scientifica attraverso la sua attività di gestore di infrastrutture scientifiche e tecniche (ICTS) riconosciute dal Ministero della Scienza e Innovazione: impianti unici o eccezionali con un costo di investimento e mantenimento relativamente grande in relazione ai mezzi di investimenti in ricerca e sviluppo nel settore dell'attività. La sua importanza e il carattere strategico giustificano l'accessibilità a tutta la comunità scientifica e alla società in generale, e perciò accolgono ogni anno numerosi ricercatori, sia nazionali sia stranieri. L'importanza e la ripercussione scientifica e sociale delle grandi infrastrutture è riconosciuta e sostenuta dall'Unione europea.

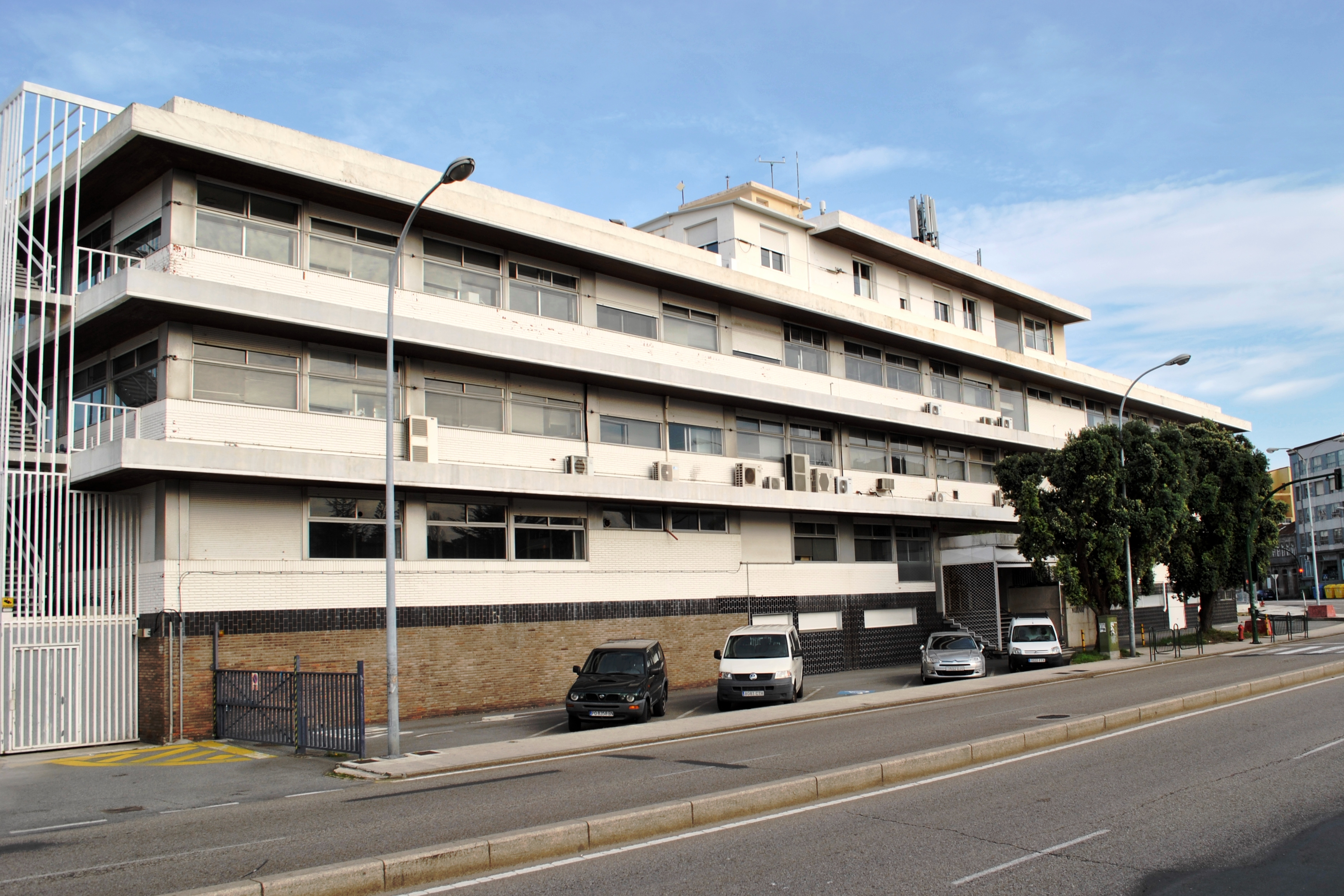
Instituto de investigaciones marinas del CSIC nella città di Vigo.

Il CSIC gestisce le seguenti grandi infrastrutture spagnole (ICTS):
- Base antartica Juan Carlos I
- Nave di ricerca oceanografica Hespérides
- Nave di ricerca oceanografica Sarmiento de Gamboa
- Sala bianca integrata di micro e nanoproduzione dell'Istituto di microelettronica di Barcellona
- Osservatorio astronomico Calar Alto
- Riserva-stazione biologica di Doñana

Inoltre si occupa della parte spagnola di due grandi infrastrutture europee:
- European synchrotron radiation facility
- Institut Laue-Langevin

## Centri di ricerca

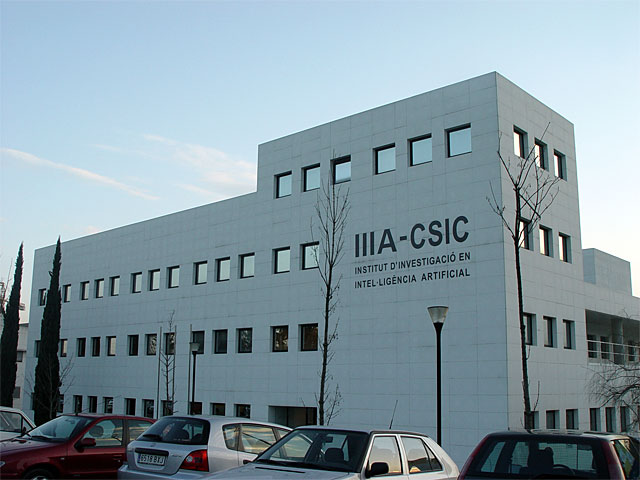
LInstituto de Investigación en Inteligencia Artificial, appartenente al CSIC.

Il CSIC è costituito da una rete di centri e istituti, propri e misti (cogestiti con università, comunità autonome e altri organismi), che sono presenti in tutte le comunità autonome della Spagna, ad eccezione dell'Escuela Española de Historia y Arqueología che ha sede a Roma.
I centri e gli istituti del CSIC portano a termine ricerche scientifiche in forma autonoma e indipendente. Sono tutti dotati della figura del direttore, e si organizzano in dipartimenti che riuniscono gruppi di ricerca affini nelle tematiche di ricerca. Così come i gruppi di ricerca sono le unità operative della ricerca, i centri e gli istituti sono le unità operative di gestione e di organizzazione dell'attività del CSIC.
I centri e gli istituti fanno capo alle otto grandi aree tecnico-scientifiche. In alcuni casi, le linee de ricerca perseguite in un centro/istituto fanno sì che questo ricada in più di un'area tecnico-scientifica.
Allo stesso tempo, i centri e gli istituti si raggruppano territorialmente per comunità autonoma. Alcune comunità autonome sono dotate di delegazioni istituzionali, che sono la prima linea di interazione e feedback del CSIC in questioni di ambito regionale.
Ai centri e agli istituti del CSIC bisogna aggiungere le unità di ricerca e circa 160 unità associate costituite da gruppi o dipartimenti universitari, ospedali o centri tecnologici che lavorano su linee e progetti strettamente legati al CSIC.

## Organizzazione

### Organi di governo
Gli organi di governo del CSIC sono il presidente, con potere esecutivo, e il Consiglio Rettore. Entrambi sono assistiti da vari organi collegiali: la Commissione di Controllo, il Comitato Scientifico di Supervisione e il Comitato etico.

### Organi direttivi
Il CSIC ha vari organi direttivi: tre vicepresidenze, che sono la vicepresidenza della ricerca scientifica e tecnica (VICYT), la vicepresidenza dell'organizzazione e delle relazioni istituzionali (VORI) e la vicepresidenza delle relazioni internazionali (VRI), la Segreteria Generale (SEGE) e il Gabinetto del Presidente.

### Delegazioni istituzionali
Per snellire i processi di relazione istituzionale del CSIC o dei suoi centri/istituti il CSIC dispone di delegazioni istituzionali, dirette da coordinatori istituzionali, in alcune comunità autonome (Andalusia, Aragona, Isole Canarie, Castiglia e León, Catalogna, Galizia, Madrid e Comunità Valenciana) e due all'estero (Bruxelles e Roma). Le delegazioni sono la prima linea di interazione e feedback del CSIC in questioni di ambito regionale o, nel caso della delegazione di Bruxelles, in questioni comunitarie.

### Ricercatori
I ricercatori sono divisi in tre categorie:
- Professori di ricerca.
- Ricercatori scientifici.
- Scienziati titolari.

## Presidenti del CSIC
| Inizio     | Fine       | Presidente                    |
| ---------- | ---------- | ----------------------------- |
| 30/12/1939 | 31/08/1967 | José Ibáñez Martín            |
| 31/08/1967 | 23/07/1971 | Manuel Lora Tamayo            |
| 21/08/1971 | 24/09/1973 | José Luis Villar Palasí       |
| 12/10/1973 | 09/10/1974 | Enrique Gutiérrez Ríos        |
| 25/10/1974 | 11/02/1977 | Eduardo Primo Yúfera          |
| 11/02/1977 | 15/03/1978 | Justiniano Casas Peláez       |
| 15/03/1978 | 22/07/1980 | Carlos Sánchez del Río Sierra |
| 22/07/1980 | 28/03/1983 | Alejandro Nieto García        |
| 28/03/1983 | 17/05/1984 | José Elguero Bertolini        |
| 17/05/1984 | 10/10/1988 | Enrique Trillas Ruiz          |
| 10/10/1988 | 01/07/1991 | Emilio Muñoz Ruiz             |
| 01/07/1991 | 01/08/1992 | Elías Fereres Castiel         |
| 17/09/1992 | 18/06/1996 | José María Mato de la Paz     |
| 18/06/1996 | 09/09/2000 | César Nombela Cano            |
| 09/09/2000 | 22/02/2003 | Rolf Tarrach Siegel           |
| 22/02/2003 | 15/05/2004 | Emilio Lora-Tamayo D'Ocon     |
| 15/05/2004 | 24/04/2008 | Carlos Martínez Alonso        |
| 25/04/2008 | 13/01/2012 | Rafael Rodrigo Montero        |
| 13/01/2012 | 17/11/2017 | Emilio Lora-Tamayo D'Ocon     |
| 17/11/2017 | ...        | Rosa María Menéndez López     |